# Mořic Vilém Trapp
Mořic Vilém Trapp (německy Moriz Wilhelm Trapp; 24. ledna 1825 Vodňany – 27. května 1895 Brno) byl moravský historik a archeolog německé národnosti. Od roku 1864 až do své smrti byl kustodem Františkova muzea v Brně. Jako konzervátor památkové péče (od roku 1875) byl prvním, kdo pořídil dokumentaci maleb tzv. přemyslovského cyklu v rotundě svaté Kateřiny ve Znojmě.

## Život
Narodil se v jižních Čechách. Po studiu historie na Filozofické fakultě Karlo-Ferdinandovy univerzity v Praze působil jako vychovatel ve šlechtických rodinách. V roce 1859 se stal asistentem Albina Heinricha, kustoda Františkova muzea (pozdějšího Moravského zemského muzea) v Brně. Po jeho smrti v roce 1864 se stal sám kustodem, od roku 1867 definitivním, a na této pozici setrval po zbytek života. V letech 1863–86 byl také sekretářem zřizující instituce muzea, Moravsko-slezské společnosti pro zvelebení orby, přírodo- a vlastivědy. Díky jeho působení se zaměření muzea posunulo více ke kulturní historii. Prováděl výzkumy a výkopy prehistorických lokalit na Znojemsku, kde v roce 1850 objevil mohyly u Borotic, Mikulovsku a Brněnsku, ale zahájil i výkopy na raně středověkém Starém Městě. V rozporu s oficiální politikou vedení muzea udržoval kladné vztahy s českým prostředím v Brně a jako člen archeologického sboru Národního muzea v Praze (od roku 1862) měl styky i s prostředím v Čechách.
Mezi jeho žáky patřil archeolog a paleontolog Jan Knies.

## Dílo
- Das Franzens Museum in Brünn, Brünn 1892.
- Hrad Svojanov a jeho okolí in Památky archeologické 1, 1855, s. 275-282, 321-324, 343-358.
- Kaple sv. Klimenta u Lipůvky a u Osvětiman in Památky archeologické 5, 1862, s. 90-91.
- Die Mittelalterichen Burgen in Böhmen und Mähren in NBMSG, 1864, s. 22, 32.
- Eine heidnische Grabstätte im Inneren der Stadt Brünn in NCC NF 4, 1878, s. XLV-XLVII.

### Kresby památek

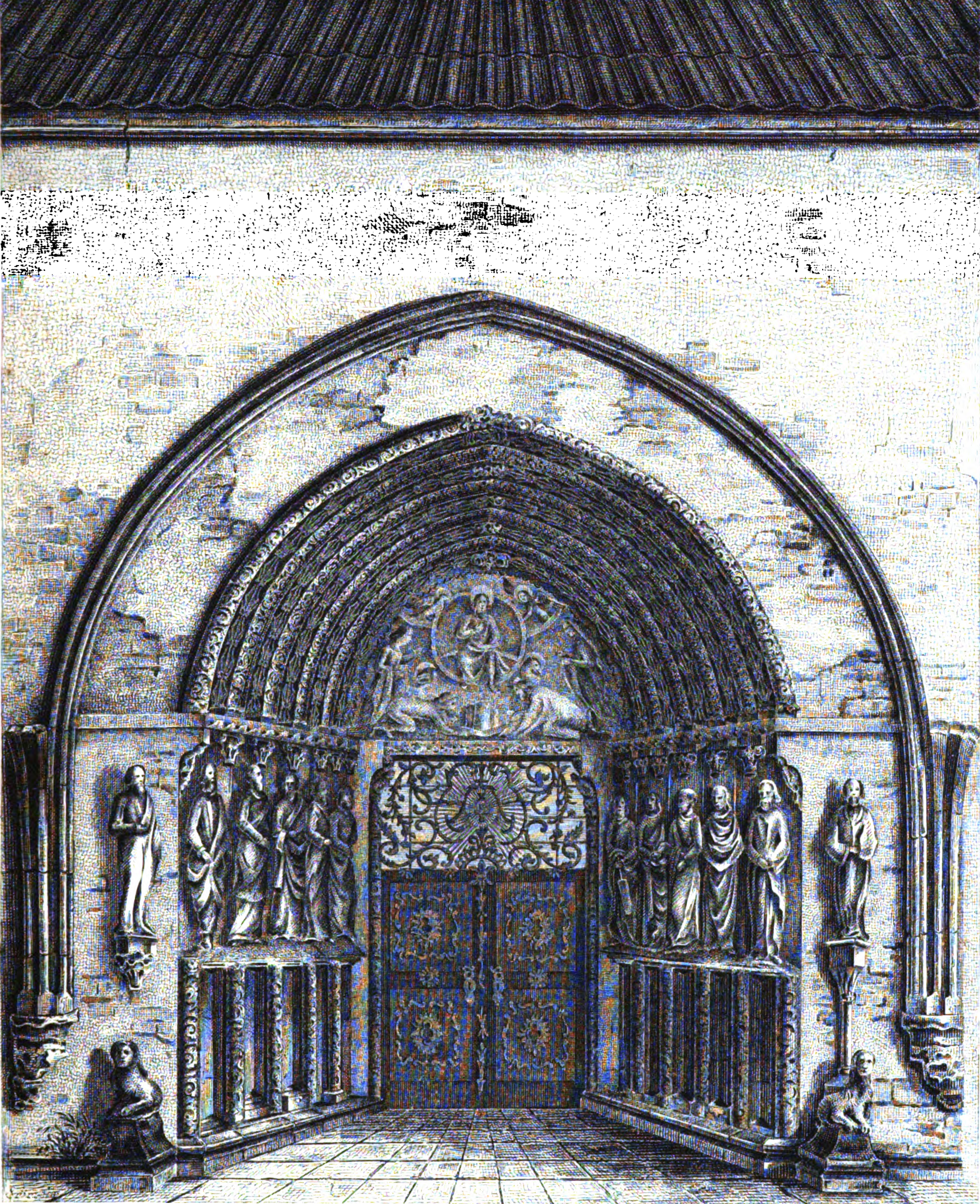
Portál kláštera Porta coeli v Předklášteří u Tišnova (1856)
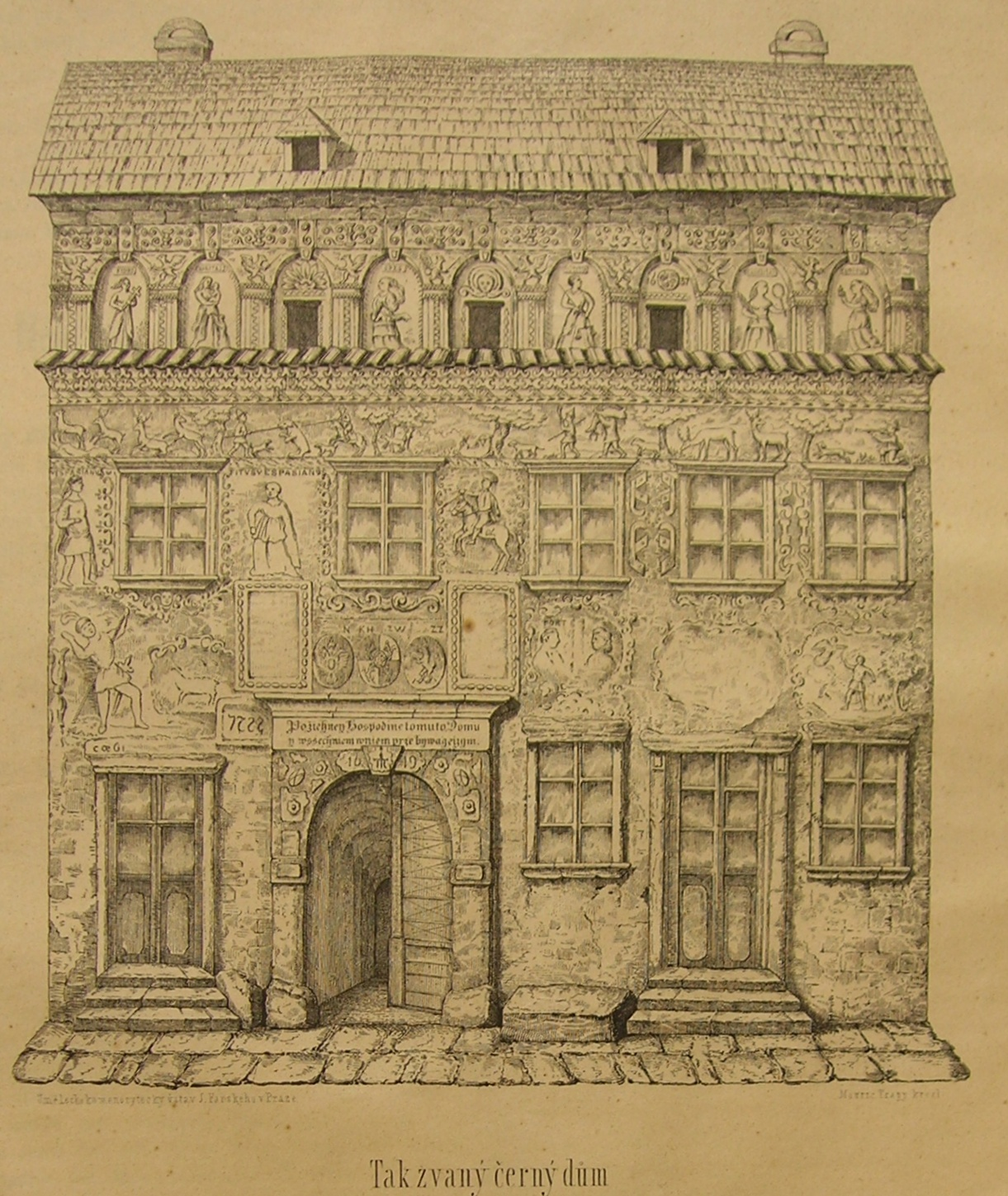
Třebíč, Černý dům (1857)
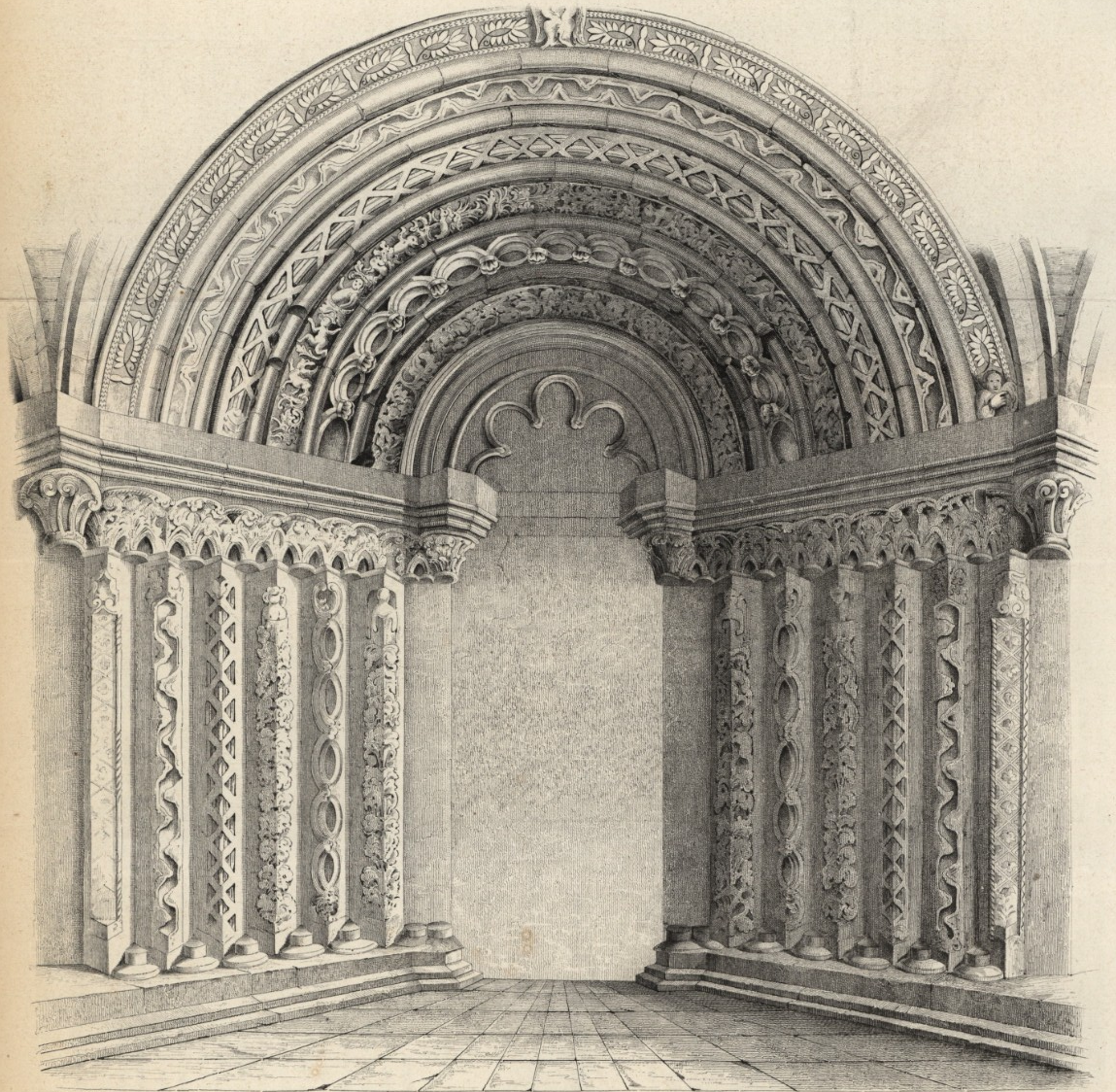
Románský portál chrámu P. Marie v Třebíči
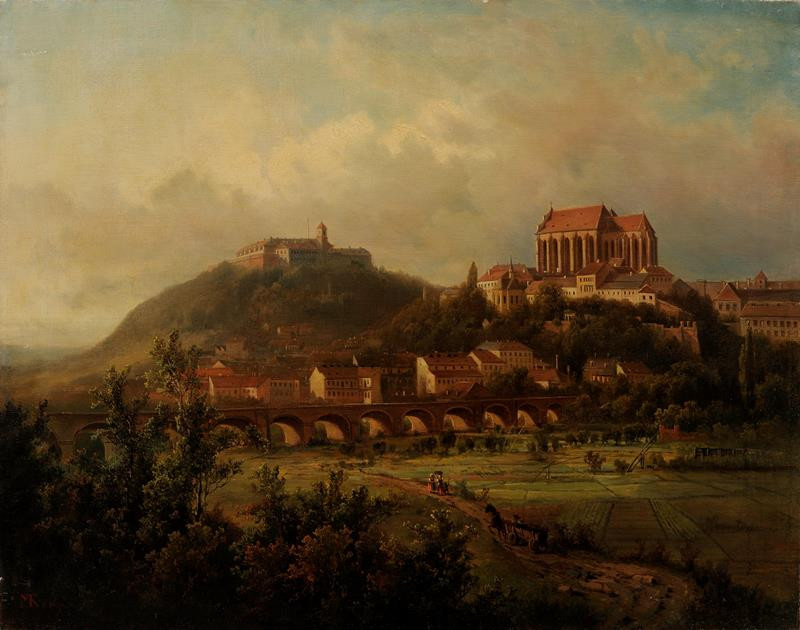
Pohled nad Brno s mostem přes Svratku, Moravská galerie v Brně